# Agrilus howdeni
Agrilus howdeni är en skalbaggsart som beskrevs av Knull 1957. Agrilus howdeni ingår i släktet Agrilus och familjen praktbaggar. Inga underarter finns listade i Catalogue of Life.